# الطقوس الزوجية
طقوس الزواج هي مسرحية للممثل والكاتب المسرحي روجر هال.

## تاريخ الاداء
عُرضت مسرحية طقوس الزواج لأول مرة في المملكة المتحدة في مسرح واتفورد بالاس، في 24 كانون الثاني عام 1991 وببطولة نيكي هينسون وغوين تايلور.
عُرضت المسرحية لأول مرة في مسرح سنتربوينت، بالمرستون نورث في عام 1990 بطولة أليس فريزر وجيفري هيث. وعرضت ايضاً في نيوزيلندا في مسرح فورتشن نيوزيلندا في (دنيدن) ببطولة تيموثي بارتليت وجانيت فيشر
في عام 2011، عرضت طقوس الزواج في مسرح كورتيارد في لندن، من إخراج أندرو كيتس وبطولة الكسندرا بويد وغاري هيرون.

## الشخصيات
- باري أواخر الأربعين /الخمسين
- جين (ايفيف) أصغر من باري ببضع سنوات

## ملخص
باري، طبيب الأسنان، وزوجته جين في السرير عندما تبدأ المسرحية. هم على وشك الاحتفال بذكرى زواجهم الحادية والعشرين المشهد -غرفة نومهم -لا يزال كما هو طوال المسرحية،  نرى الزوجين يناقشان عن زواجهما، وأطفالهما البالغين وعملهم
من الواضح أن تحولا كبيرا قد حدث في توازن القوى بين الاثنين ، منذ أن درست جين للحصول على شهادة في القانون في وقت لاحق من حياتها، وأصبحت مؤخراً محامية ممارسة.
قرب نهاية المسرحية هناك كشف عن الخيانة من كلا الجانبين -باري مع مريضة، وجين مع زميل محامي

## تكيف التلفزيون
اقتبست طقوس الزواج ككوميديا موقف ل أي تي في من قبل إي تي في غرناطة الذي عرض على 13 حلقة على مدى سلسلتين في عامي 1993 و1994. أخذت الأدوار الرئيسية من قبل جوين تايلور ومايكل ويليامز. على الرغم من أنه يشار إليهم فقط، ولكن لا يشاهدون، يظهر ابن وابنة الزوجين في المسرحية الهزلية: فيليب ستيفن موير وجيليان كورديليا بوجيا